# Bitvrđa
Bitvrđa (cirill betűkkel Битврђа) egy falu Szerbiában, a Pcsinyai körzetben, Surdulica községben.

## Népesség
- 1948-ban 699 lakosa volt.
- 1953-ban 818 lakosa volt.
- 1961-ben 703 lakosa volt.
- 1971-ben 411 lakosa volt.
- 1981-ben 116 lakosa volt.
- 1991-ben 45 lakosa volt
- 2002-ben 23 lakosa volt,[1] akik közül 22 szerb (95,65%) és 1 ismeretlen.[2]